# Mamma Oca

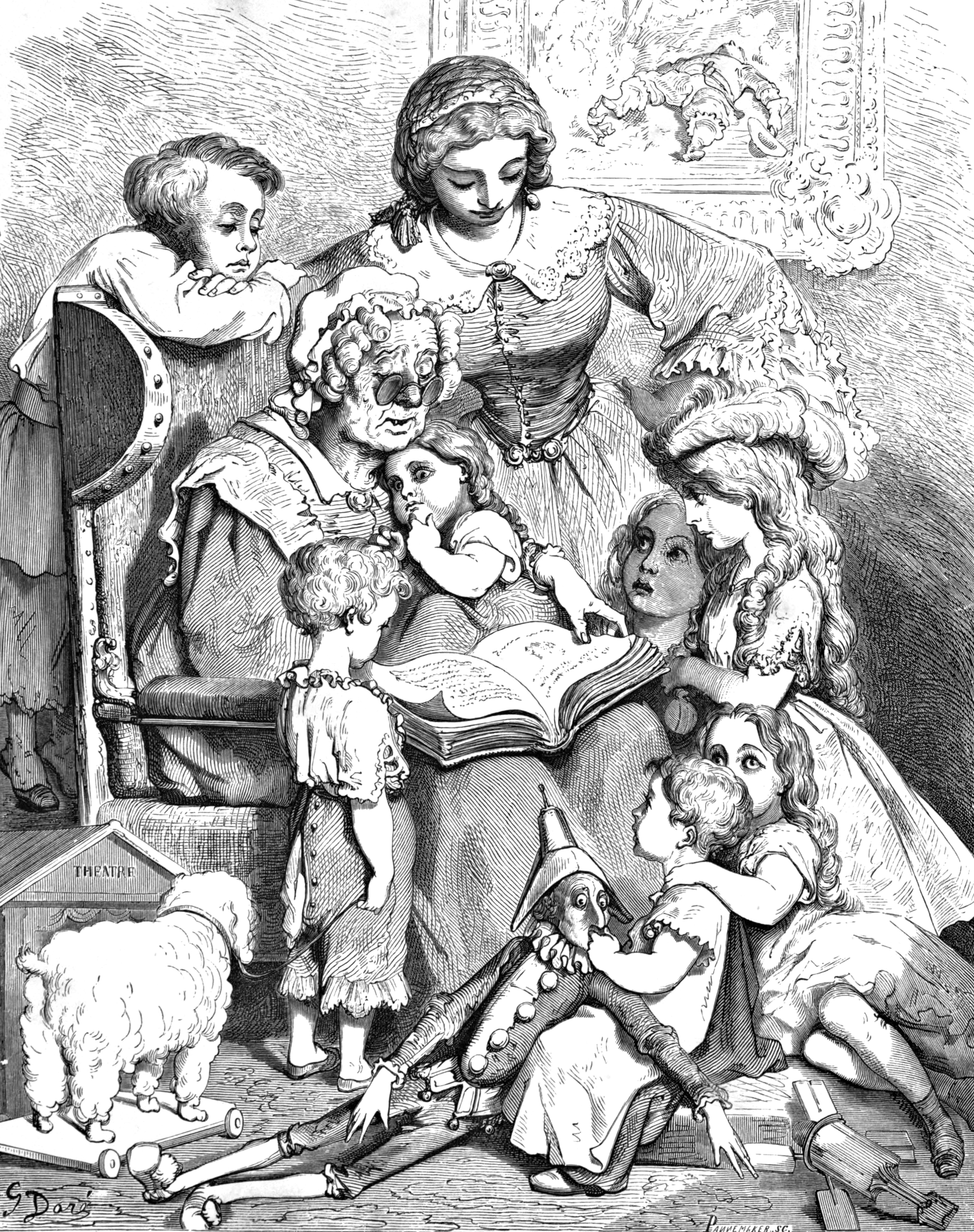
Mamma Oca in un'illustrazione di Gustave Doré.

Mamma Oca (in inglese Mother Goose, in francese Ma Mère l'Oye e in tedesco Mutter Gans) 
In letteratura, e in particolare nella letteratura per bambini, è un personaggio archetipico, un'oca antropomorfizzata nel ruolo di anziana signora di campagna, che racconta fiabe o recita filastrocche. 

## Origine del personaggio
Non è chiaro a quale autore specifico debba essere attribuita l'invenzione del personaggio di Mamma Oca. Alcuni sostengono che la "Mamma Oca" originale si chiamasse Elizabeth Goose e sia ora sepolta nel Granary Burying Ground di Boston. Questa teoria non gode di molto credito in quanto le date di nascita e di morte di Elizabeth Goose sono successive ad alcuni usi del nome in letteratura (e non esiste alcuna prova storica del fatto che Elizabeth Goose abbia mai scritto o raccontato fiabe).
Nel saggio The Real Personages of Mother Goose (1930), Katherine Elwes Thomas sostenne che i nomi Mother Goose e Mere L'Oye fossero basati su antiche leggende sulla moglie del re francese Roberto II, Berta di Borgogna. Nelle leggende francesi viene in effetti nominata una "Bertha dai piedi da papera" capace di raccontare incredibili favole per catturare i bambini.
I neopagani hanno sostenuto che Mamma Oca fosse in origine una strega o un'antica dea, ma non sono state riportate prove conclusive a favore di questa tesi.

## Mamma Oca in letteratura
Uno dei primi riferimenti appare in La Muse Historique di Jean Loret (1660), in cui compare la frase "comme un conte de la Mère Oye" ("come una storia di Mamma Oca"). 
I racconti di mamma l'oca sono una celebre raccolta di fiabe pubblicata da Charles Perrault in forma manoscritta nel 1695, e poi completata e ripubblicata nel 1697 sotto il titolo di Histoires ou Contes du temps passé. Avec des moralités, in cui compaiono note fiabe come La bella addormentata, Cappuccetto Rosso, Il gatto con gli stivali e altre ancora. Nel 1765 John Newbery pubblicò Mother Goose's Melody, il primo testo a utilizzare il nome inglese del personaggio, nonché il primo uso del personaggio nel titolo di una raccolta di filastrocche anziché di fiabe.
Nei romanzi di Frank Baum ricorre frequentemente il personaggio di "Papà Oca" (Father Goose).
Il nome Mamma Oca viene oggi usato frequentemente nel titolo di raccolte di filastrocche, fiabe e altre raccolte di opere per bambini; un esempio contemporaneo sono i libri di Mamma Oca realizzati dall'illustratore Richard Scarry.
Le filastrocche di Mamma Oca sono alla base dei delitti del romanzo giallo "L'enigma dell'alfiere" (1928) di S.S.Van Dine, pseudonimo di Willard Huntington Wright.
Nel 1982 è stato pubblicato il romanzo Mia madre l'oca di Giulio Barattieri.

## Mamma Oca in contesti non letterari
Il compositore francese Maurice Ravel scrisse un'opera intitolata Ma Mère l'Oye, una suite per pianoforte da cui fu in seguito tratto un balletto. 
Roberta Williams ha ideato la serie di videogiochi educativi Mixed-Up Mother Goose, pubblicata dalla Sierra On-Line.
Altri riferimenti:
- "Mamma Oca" è una firma della rivista Tempi, lo pseudonimo sotto il quale si cela la pubblicista Annalena Valenti, nella sua rubrica dedicata a famiglie, bambini e fiabe.
- "Mamma Oca" è il soprannome di un personaggio del film Mad Max di George Miller (1979);
- Mother Goose è il titolo di un brano dell'album Aqualung del gruppo di rock progressivo Jethro Tull.